# Chiesa di San Martino (Taggia)
La chiesa di San Martino è un luogo di culto cattolico situato nella località di San Martino nel comune di Taggia, in via San Martino, in provincia di Imperia.

## Storia e descrizione
L'antico edificio religioso, posto lungo la storica strada romana che, fino agli inizi del XVIII secolo, collegava il centro tabiese alla costa seguendo la sponda sinistra del torrente Argentina, venne edificato in un periodo che va dall'XI al XII secolo. È probabile, se pur in assenza di ulteriori notizie storiche, che fu eretto per volere di qualche ordine monastico ed in particolare dai monaci benedettini; tuttavia, non esistono fonti o documenti che ne attestino proprietà o atti fondativi.
Particolare esempio di architettura romanica, della quale ancora ben si conservano la facciata e il portale, nel corso del XVII secolo l'edificio venne rimaneggiato allo stato attuale; un ulteriore restauro conservativo venne effettuato tra il 1940 e il 1941.
Nel catino absidale interno una decorazione affresca raffigura Gesù Cristo in mandorla con i simboli dei quattro evangelisti, mentre lungo l'unica navata rettangolare è presente un Giudizio universale; quest'ultima opera, frammentaria, sarebbe datata alla fine del Quattrocento e per mano di un pittore anonimo ligure o piemontese. Esternamente ha un piccolo campanile a vela.